# 맹글리시
맹글리시(말레이어: Manglish)는 말레이시아식으로 변형된 영어의 일종이다. 맹글리쉬 또는 망글리시라고도 한다.

## 어원
'맹글리시'는 '말레이시아식 영어'를 의미하는 'Malaysian English'에서 왔다. 이는 '한국식 영어(Korean English)'를 '콩글리시(Konglish)', '일본식 영어(Japanese English)'를 '쟁글리시(Janglish)'라 하는 것과 마찬가지이다. 때문에 많은 사람들이 이를 말레이시아식 영어로 생각하고 있으나, 실제로 말레이시아식 영어와는 별 관계가 없으며, 때로는 영어 화자와 소통이 되지 않는 경우도 있다. 때로는 '맹글리시'를 'Mangled English'의 약어로 보기도 하는데, 이유는 이름 그대로 '변칙 영어(broken english)'의 일종이기 때문이다.

## 특징
맹글리시는 일종의 영어 변형(creole)으로써, 영어 화자들이 알아듯지 못하는 부분을 많이 갖고 있다. 이는 아이티식으로 변형된 프랑스어인 아이티 프랑스어처럼 언어 변형에서 있는 일들이다. 그러나 문장으로는 전혀 통하지 않는 아이티 프랑스어와는 달리, 맹글리시는 문장으로도 어느 정도 통한다. 하지만 다른 언어 변형과는 달리 문법이 정해져있는 편은 아니며, 인위적인 '언어 파괴' 현상이 아님에도 불구하고 자연스럽게 타 언어를 종종 섞는다. 이를 로작(Rojak)이라고 한다.
다른 언어 변형과는 달리 논란이 많은데, 이유는 원래 영어의 기본 문법들이 철저히 무시되는 경우가 많기 때문이다. 이를 지역적 특색으로 보고 이해하자는 주장이 있지만, 한편으로는 국제 망신을 우려하며 비판하는 주장도 있다. 또한 많은 단어가 뜻과는 전혀 다르게 사용되어 영어 공부에 방해가 된다는 주장도 있다. 일각에서는 싱가포르가 싱글리시를 배제하듯 말레이시아도 맹글리시를 배제해야 한다고 지적하며, 실제로도 많은 사람들이 이에 동조하기도 한다. 그러나 말레이시아인들의 일상 생활에 깊숙히 배에 있으며, 실제로 맹글리시를 배제한 다 하더라도 과연 쉽게 고쳐질 수 있는 가는 의문이다.

### 지역별 차이
맹글리시는 말레이시아만의 영어 변형이지만, 그렇다고 해서 모든 지역이 다 똑같지는 않다. 지역마다 미묘한 차이가 있는데, 서말레이시아의 경우 싱가포르식 영어인 싱글리시에 더 가깝다. 하지만 이 안에도 미묘한 차이가 있으며, 조호르 맹글리시의 경우 싱글리시에 가장 가까운 편이다. 때로는 대화에서 기본 큰 차이를 보이는 경우가 있는데, 피낭이나 믈라카 등 서해안 지역 화자들은 클란탄, 트렝가누 등 동해안 지역에서 사용되는 맹글리시는 전혀 알아듣지 못하는 경우가 많다. 또한 단어 마지막의 'a'를 'ㅡ'처럼 발음하는 서말레이시아 말레이어 방언의 영향을 받아, 의문문 끝에 붙이는 'kah'도 '끄흐'에 가깝게 발음한다. 이에 반해 동말레이시아에서는 'a'를 'ㅏ' 그대로 읽는 경향이 두드러져, 'lah'로 끝나건 'kah'로 끝나건 '라흐', '까흐' 그대로 발음한다. 동말레이시아의 경우 서말레이시아보다 문법 파괴가 덜한 편이라 사람들이 "동말레이시아 영어가 서말레이시아 영어보단 낫다"고 말하곤 하지만, 최근에는 이조차 심각해지고 있다.

### 민족별 차이
민족에 따라 조금씩 다른데, 말레이인들은 주로 말레이어만을 섞는다. 이에 반해 중국인들은 중국어와 말레이어를 둘 다 섞으며, 그 중국어 안에는 표준 만다린뿐 아니라 객가어, 광둥어, 민남어 등이 섞여 있다.

## 예시
- 문장 끝에 'lah'를 붙이는 경향이 있다.[1]
- 'mah'는 'lah'와 유사하나, 주로 객가인들이 사용한다.[1]

### 영어 화자들이 알아듣지 못하는 것
- got: 원래는 '얻다', '취득하다'를 뜻하는 'get'의 과거(분사)형이지만, 맹글리시에서는 'have', 'has', 'had' 대신 사용한다.[1] 예를 들어, "혹시 지우개 있어?"라는 질문은 원래 "Do you have an eraser?"라 해야 하지만, 맹글리시에서는 "You got eraser?"라고 한다. 그에 대한 대답으로 "I have" 대신 "I got"을 사용한다. 단순 "있어, 없어?"할 때 "Got or not?"이라고 한다.[1] 원래 영어에서는 엄연히 틀린 부분이며, 영어권 화자들은 이를 알아듣지 못한다.
- where got: 위의 'got'과 비슷한 맥락인데, 'where got'은 말레이어 'mana ada'에서 온 것이다. 원래 말레이어 'ada'는 'have', 'has'이지만, 위에처럼 'got'으로 번역되곤 한다. 원래의 뜻은 "무슨 소리야?"이지만, 그대로 직역하면 "어디에 있어?"가 되기 때문에 큰 혼란을 줄 수 있다. 참고로 제대로 된 영어로는 "What are you talking about?"이다.
- chop: 원래는 '썰다'라는 뜻이지만, 맹글리시에서는 'stamp' 대신 사용된다. 흔히 도장이 찍혀야 될 때, 'stamp'라 하지 않고 'chop'이라고 한다.
- handphone: 단순 맹글리시에 국한된 것이 아니라, 콩글리시에서도 사용된다. '휴대전화', 또는 소위 '핸드폰'을 말한다. 원래 영어로는 'cell(ular) phone'이며, 말레이시아가 영국 영어를 사용한다는 점을 감안하면 'mobile phone'이라 해야 한다.
- already: 원래는 '이미'를 뜻하며 이미 지난 일에 대해 사용하는 말이지만, 맹글리시에서는 종종 'now'를 뜻하기도 한다. 이는 where got처럼 말레이어를 그대로 직역한 결과물인데, 말레이어로는 이를 'sudah', 또는 축약어로 'dah', 'sda'라고 한다. 하지만 말레이어 'sudah'는 'Dia sudah gila', 'Aku sudah di sini'처럼 현재의 상황에도 사용된다. 이를 영어로 그대로 옮긴 결과 'He's fat already(말레이어 Dia gemuk sudah/Dia sudah gemuk)' 등의 문제가 생긴다.[1]
- pity (인칭대명사): 위에서 말한 'where got'이나 'already'처럼 말레이어를 그대로 직역한 결과물인데, 말레이어의 'kesian'을 그대로 직역한 것이다. 문제는 말레이어에서 'kesian (인칭대명사)'를 그대로 직역하니 'pity (인칭대명사)'가 되는 것인데, 예를 들면 'kesian kau'를 'pity you'라 하는 경우이다. 이는 잘못이며, 원래는 'I'm sorry to hear that', 'That's too bad'이다.
- call: 단순히 'He calls you', 'I call him' 하는 것은 틀린 말이 아니지만, 맹글리시에서는 원래의 'call'이 아닌 말레이어 'panggil'을 그대로 직역해 사용한다. 말레이어 'panggil'이 사용되는 예로는 '선생님이 널 부르셔'라는 뜻으로 'Cikgu panggil kau'가 되겠는데, 이를 그대로 직역하니 'Teacher call(s) you'가 된다. 말레이시아인들은 여기서 문법적으로 틀린 'Teacher call you'를 사용하면 알아듣지만, 문법에 초점을 둔다거나 영어를 제대로 구사하겠다며 'Teacher calls you'라 하면 못 알아듣는다. 그리고 이는 문법적으로는 맞을지라도 잘못된 사용이다. 원래 제대로 된 영어로는 'Teacher wants to see you'라 해야 한다.

### 로작
'로작'은 '타 언어가 섞인 언어'를 말하며, 맹글리시에서 종종 있는 일이다. 주로 말레이어와 중국어를 섞는다.
- kacau: 말레이어로 '방해하다', '혼란스러운' 등을 의미하며, 영어의 'disturb' 대신에 사용된다. 예: Don't kacau me. (방해하지 마.)
- sibeh: 민남어(중국어 방언)로 '매우', '아주'를 의미하며, 영어의 'very' 대신에 사용된다. 참고로 말레이어로 동의어는 'sangat', 'amat', 'nian'이다. 예: It's sibeh nice. (이건 진짜 괜찮다.)
- ih: 말레이어의 감탄사이며, '악', '아이고'를 뜻한다. 영어로는 'urgh'에 해당되며, 주로 더러운 상황(예를 들어 누가 똥을 눈 걸 직접 보았다거나, 수업 시간에 누군가 갑자기 방귀를 뀌었다거나)에 사용된다. 예: Ih! Adam fart! (으! 애덤 방귀꼈어!)
- liang moi: 중국어로 '예쁜'을 의미하며, 영어의 'pretty' 대신에 사용된다. 예: You also liang moi mah. (너도 예쁘잖아.)
- walao (eh): 주로 중국인들이 사용하며, 한국어의 '헐'과 비슷하다. 예: Walao! Are you serious? (헐! 너 진짜야?)
- tahan: 말레이어로 '참다'를 의미하며, 영어의 'stand' 대신에 사용된다. 예: I cannot tahan. (나 진짜 못참아.)
- lempang: 말레이어 단어인데, 흔히 '해를 끼치다'로 직역되나 주로 '따귀를 때리다'라는 뜻으로 사용된다. 예: Natalie lempang my face. (나탈리가 내 뺨을 때렸다.)
- kena: 말레이어 피동사 단어이며, 일반적으로 '적발되다', '벌받다'로 직역되나 실제로는 '진짜', 또는 영어의 'was' 대신 사용되기도 한다. 예: My Facebook kena hacked. (내 페이스북이 해킹당했다.)
- kesian: 말레이어로 '연민의 정'을 의미하며, 영어의 'pity' 대신 사용되나 주로 '안됐다'처럼 사용된다. 위에서 말한 'kesian kau' 등의 문제가 생기는데, 이는 잘못된 표현이다. 예: You're lonely kan? Kesian... (너 외롭지, 그치? 정말 안됐다...)
- kan: 말레이어에 세 가지 뜻이 있는데, 하나는 단어 뒤어 붙이는 파생어(imbuhan)로 'dapat'이 'dapatkan'처럼 되는 동사형태를 띠고, 다른 하나는 영어의 'will', 'shall'을 뜻하는 'akan'의 축약어로 노랫말이나 채팅에 주로 사용되고 마지막 하나는 '그렇지?', '그치?'를 뜻한다. 맹글리시에서는 세 번째 뜻으로 사용되며, 영어의 'right?' 대신에 사용된다. 예: It's sibeh delicious, kan? (이거 진짜 맛있지, 그치?)
- liao: 중국어로 '이미'를 뜻하며 영어의 'already'에 해당되는데, 맹글리시에서는 위에서 말한 'already'나 말레이어 'sudah'와 같은 뜻으로 사용한다. 예: She marah liao. (걔 지금 화났어.)
- marah: 말레이어로 '화난'을 뜻하며 영어의 'angry', 'mad' 대신에 사용된다. 예: Don't do that! Ms. Lina marah sudah! (그러지 마! 리나 선생님 지금 화나셨다고!)
- diao: 원래는 중국어 욕이며 영어와는 전혀 무관한데, 맹글리시의 일부로 사용된다. 일반적으로 남성의 성기를 의미하는데, 영어의 'fucker'나 한국어의 '씨x'처럼 사용된다. 예: If you wanna insult Malaysia then go back to Korea lah diao! (그렇게 말레이시아 욕하고 싶거든 한국으로 돌아가 이 x야!)
- bodoh: 말레이어로 '바보', '멍청이'를 뜻하며 영어의 'stupid', 'idiot' 대신에 사용된다. 그러나 영어의 'stupid'보다 더 강한 의미를 지닌 편이며, 종종 욕설로 분류되기도 한다. 사바에서는 'buduh'라고 한다. 예: He's so bodoh! I teach him a lot but he don't understand! (쟤 완전 멍청이야! 내가 걔 몇 번이나 가르쳤는데도 전혀 못 알아듣잖아!)

### 합성어
로작은 한 문장에 2개국어 이상을 섞는 것을 의미하는 데 반해, 여기서 말하는 합성어는 숙어도 아닌 연결된 한 단어가 2개국어 이상으로 구성된 경우를 말한다.
- maluation: 말레이어로 '부끄러운', '수치'를 의미하는 'malu'와 영어 '-ation'의 합성어인데, 원래 영어로는 'embarrassment'이며 말레이어로는 'kemaluan'이다.
- keboringan: 영어로 '지루한'을 뜻하는 'boring'에 말레이어 파생어인 'ke(단어)an'을 붙인 것인데, 파생어의 하나인 'ke(단어)an'은 형용사나 동사로 된 단어를 명사로 만들어 주는 역할을 한다. 예를 들면, 동사인 '발전하다'는 'maju'라고 하지만, 해당 파생어를 붙이면 명사 '발전'인 'kemajuan'이 된다. 이 'keboringan'은 형용사 'boring'을 명사화한 맹글리시인데, 말레이어로 'boring'은 'bosan', 'jemu'라고 하며 해당 파생어를 붙여 'kebosanan', 'kejemuan'이 된다.

## 문법
맹글리시는 정확한 문법을 갖고 있지 않다. 말레이시아의 3대 언어인 말레이어, 영어, 중국어가 기본 SVO형을 취한 다는 점을 고려하면 맹글리시 역시 SVO를 취한다고 할 수 있으나, 이는 어디까지나 오류일 뿐이며 실제로 맹글리시의 문법은 정해져있지 않다. 때문에 맹글리시는 일종의 언어 변형이 아닌, 변칙 영어의 일종으로 간주되며 국제 망신을 우려하는 주장도 있다. 다만, 여기서는 많은 사람들이 사용하는 맹글리시에 공통적으로 드러나는 문법적 특징들을 몇 가지 설명하겠다.
- be 동사가 생략되곤 한다. 말레이어에는 'adalah', 'ialah', 'merupakan'이 있지만, 말레이어에서는 이들을 통상 생략한다는 점 때문에 이런 일들이 발생한다. 예: He my boyfriend. (원래 영어로는 He is my boyfriend.)
- do 동사가 생략되곤 한다. 말레이어에는 이를 표현할 만한 별다른 단어가 없으니 이런 일이 일어난다. 예: Where you go? (원래 영어로는 Where do you go?)
- 의문문에서 부사가 앞에 오지 않고 문장 끝에 가곤 한다. 이는 말레이어에서 흔히 있는 일인데, 원래 말레이어에서도 이는 일종의 변칙이다. 하지만 회화체 말레이어는 변칙이 심하며, 이를 그대로 직역하니 이런 문제가 생긴다. 예: You go where? (원래 영어로는 Where do you go?)
- 과거형이 종종 무시된다. 예: I already go there yesterday. (원래 영어로는 I had gone there yesterday.)
- 비교급이면 무조건적으로 'more', 'most'를 붙인다. 예: Me pretty, but you more pretty and Eliza most pretty. (원래 영어로는 I'm pretty, but you're prettier than me and Eliza is the prettiest.)
- 주어가 'he', 'she'일 때 동사에 '-s'를 붙이지 않는 경향이 있다. 예: He punch me. (원래 영어로는 He punches me.)
- 동사가 별 이유없이 진행형을 취하곤 한다. 예: Alice going there. (원래 영어로는 Alice goes there./Alice is going there.)
- 부정형이 무조건 'no'로 사용된다. 예: I no marah you. (원래 영어로는 I don't angry at you.)

## 평가와 논란
맹글리시를 어떻게 봐야 하는 가에 대한 논란이 존재하는데, 지역적 특색부터 고쳐야 할 문제점까지 그 평가는 다양하다. 특히 맹글리시의 상당 부분이 영어 화자가 알아들을 수 없는 부분이 많은데다, 기본 문법조차 제대로 지켜지지 않아 '국제망신'의 원인이 된다고 지적하는 사람들도 있다. 일각에서는 싱글리시를 배제하는 싱가포르처럼 말레이시아 역시 맹글리시를 배제할 필요가 있다고 주장한다.

## 같이 보기
- 싱가포르 영어
- 싱글리시